# Jinju
Jinju (en coreà: 진주시, romanització revisada: jinjusi, llegiu: xinxu literalment: Perla) és una ciutat situada a la província de Gyeongsangnam-do, al sud de la república de Corea del Sud. Està situada al sud de Seül, a uns 285 km. La seva àrea és de 712,62 km² (61% bosc) i la seva població total és de 350.000 habitants. És una ciutat rica en recursos naturals i històrics.

## Administració
La ciutat es divideix en 21 districtes.

## Història
Jinju és avui una ciutat moderna i complexa. Aquest és el lloc de la Guerra Imjin en les Invasions japoneses a Corea (1592-1598).

## Economia
La ciutat de Jinju té abundants recursos naturals i és rica en agricultura com arròs, blat i fruites. Posseeix grans indústries de maquinària, tèxtils i paper, i és un important centre turístic.

## Indústria de la seda
Des de temps antics, la seda processada a Jinju ha estat reconeguda per la seva qualitat superior, que és el resultat de la combinació dels recursos naturals (com aigua neta de la muntanya Jirisan) amb els recursos humans. Les fàbriques de seda de Jinju anualment representen el 70% de la producció nacional.